# Automne mélancolique
Pour plus de détails, voir Fiche technique et Distribution.
Automne mélancolique (Malinconico autunno) est un film italien réalisé par Raffaello Matarazzo, sorti en 1958.

## Synopsis
Le capitaine d'un navire marchand prend en amitié un enfant qui causé des dommages à l'école primaire qu'il fréquente, et dont la mère devrait payer les dégâts. Il tombe amoureux de la mère et  propose de payer les dégâts. La femme aussi partage les mêmes sentiments  mais le capitaine est accusé d'avoir fait de la contrebande. Condamné, il promet de purger sa peine et d'épouser la femme pour donner un père à l'enfant.

## Fiche technique
- Titre original : Malinconico autunno
- Titre français : Automne mélancolique[1]
- Réalisation : Raffaello Matarazzo
- Scénario : Damiano Damiani, Sofia Scandurra et Enrico Ribulsi
- Photographie : Alejandro Ulloa
- Musique : Juan Quintero Muñoz et Furio Rendine
- Pays d'origine : Italie
- Genre : drame
- Date de sortie : 
  - Italie : 7 août 1958
  - France : 27 juillet 1960[1]

## Distribution

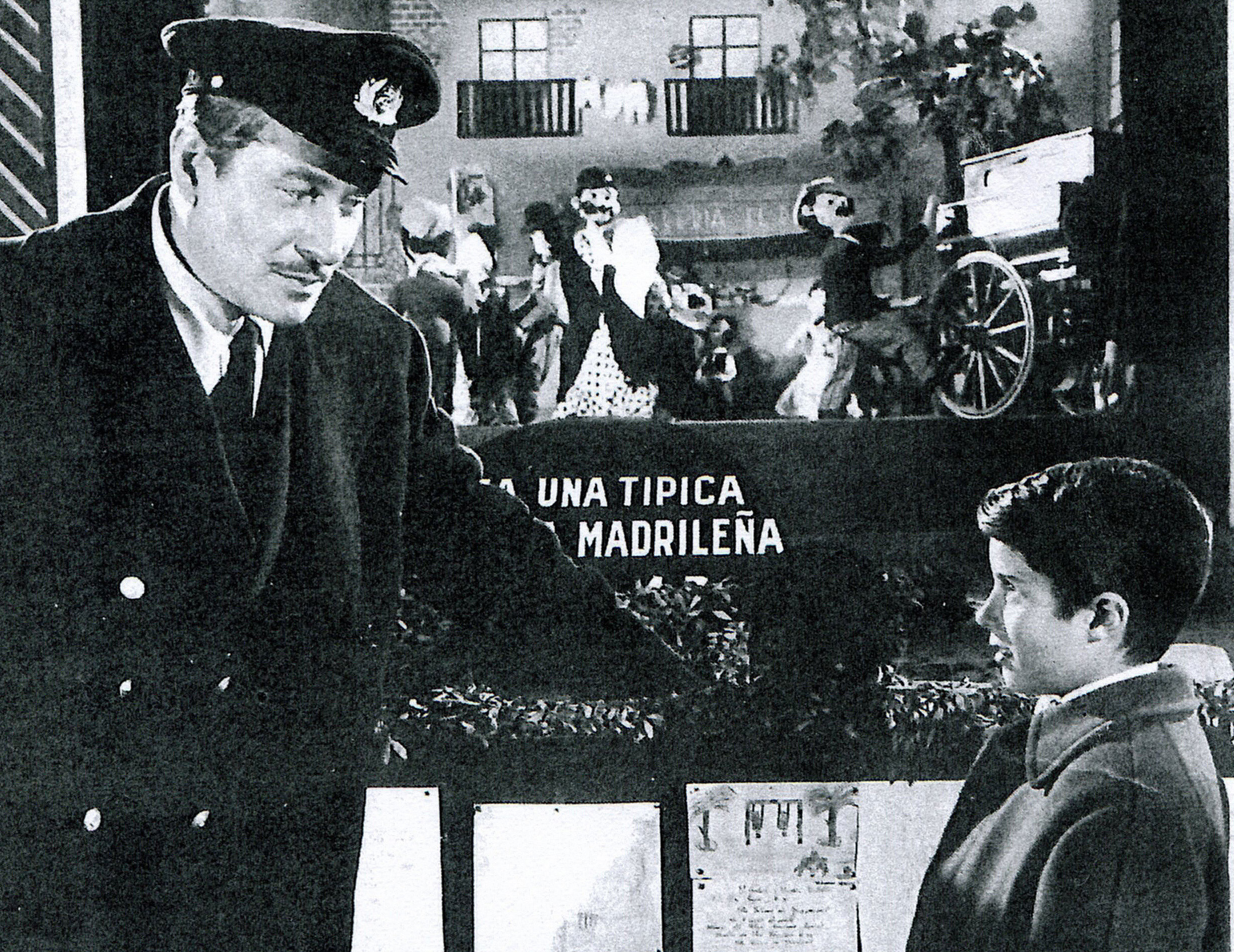
Amedeo Nazzari et Miguel Gil dans une scène du film.

- Amedeo Nazzari
- Yvonne Sanson
- Mercedes Monterrey
- José Guardiola
- Miguel Gil
- Manuel Guitián
- Vicente Soler
- Miguel Ángel Rodríguez
- Javier Dasti
- Ángel Calero
- Mariano Alcón
- María de las Rivas
- Stanislaw Domolaski
- Joaquín Vidriales
- María Alcarria
- Alfredo Broow
- Eugenio Chemelal
- Aurora de Alba
- Alfonso Godá
- Mario Umberto Martinelli
- Antonio Martín (acteur)
- Mario Moreno